# Racofòrids
Els racofòrids (Rhacophoridae) són una família d'amfibis anurs que es troba a les regions tropicals d'Àsia i Àfrica (incloent-hi el Japó i Madagascar).